# Diplomat Records
Diplomat Records – wytwórnia płytowa, specjalizująca się w muzyce z gatunku hip-hop. Została założona przez dwóch raperów: Cam'rona i Jim Jonesa.

## Lista

### Obecni artyści
| Artysta       | Rok dołączenia | # Albumy wydane w Diplomat |
| ------------- | -------------- | -------------------------- |
| The Diplomats | 2002           | 2                          |
| Cam'ron       | 2002           | 4                          |
| Jim Jones     | 2002           | 3                          |
| Freekey Zekey | 2002           | 1                          |
| 40 Cal.       | 2004           | 2                          |
| J.R. Writer   | 2004           | 1                          |
| ByrdGang      | 2006           | 1                          |
| Vado          | 2009           | 1                          |

### Byli artyści
| Artysta       | Rok dołączenia | # Albumy wydane w Diplomat |
| ------------- | -------------- | -------------------------- |
| Juelz Santana | 2002           | 2                          |
| Hell Rell     | 2004           | 2                          |